# Jean-Joseph Rive
Pour les articles homonymes, voir Rive.
Jean-Joseph Rive, né à Apt le 19 mai 1730 (ou en janvier), mort à Marseille, le 20 octobre 1791, est un bibliographe, bibliothécaire et meneur révolutionnaire français.

## Biographie
Fils d’un orfèvre, l’abbé Rive était doué d’une vaste mémoire, d’un esprit pénétrant et de l’érudition immense que peut donner une lecture infinie. Il commença à amasser ses trésors littéraires à peine âgé de quatorze ans. Après avoir embrassé l’état ecclésiastique, il enseigna d’abord la philosophie au collège Saint-Charles d'Avignon.
Il résigna ensuite en 1767 la cure de Mollégès, dont il avait été pourvu, et vint s’installer à Paris. Devenu dès l'année suivante bibliothécaire du duc de La Vallière, il le demeura jusqu'à la mort du duc en 1780, qui lui légua 6 000 livres. Bien qu’il ait augmenté la bibliothèque dont il avait la charge d’un grand nombre de livres rares et précieux, il ne participa pas à la rédaction du catalogue de la collection car la duchesse de Châtillon, héritière du duc de La Vallière, chargea Debure et Vanpraet, de dresser le catalogue des livres rares de la bibliothèque. Cette préférence blessa Rive qui s’en vengea par d’amères critiques contre ces deux savants. Son orgueil et son caractère irascible et contrariant le brouilla avec ceux qui s’occupaient comme lui de bibliographie, et qu’il stigmatisait d’épithètes injurieuses, à tel point que sa carrière fut ponctuée de disputes et de débats continuels, même s’il passe pour avoir été, dans son intérieur, bon parent et ami, et excellent maitre.
Lorsque le marquis de Méjanes légua une bibliothèque considérable aux États de Provence, l’archevêque d’Aix proposa, au nom de ses compatriotes les Provençaux, à l’abbé Rive d’être le bibliothécaire de la bibliothèque Méjanes. Rive accepta cette place, mais ses prétentions exorbitantes donnèrent lieu à d’interminables disputes, que sa présence à Aix, où il était revenu, rendait encore plus difficiles à clore. Sur ces entrefaites, la Révolution éclata et vient mettre un terme à ce projet.
L’abbé Rive fonde alors, dans la capitale provençale, la faction des Frères Anti-Politiques rassemblant des petites gens qui font régner la terreur. Leurs menées conduisent aux Émeutes de décembre 1790 à Aix-en-Provence au cours desquelles est notamment assassiné l'avocat Jean Joseph Pierre Pascalis, dont on l’a même accusé d’avoir causé la mort. On ne sait où il se serait arrêté, s’il n’avait succombé, en 1791, à 61 ans, à une attaque d’apoplexie.

## Publications (liste non exhaustive)
- Lettres philosophiques contre le Système de la nature, Portefeuille hebdomadaire de Bruxelles, 1770.
- Lettre vraiment philosophique, à monseigneur l'évêque de Clermont ; sur les différentes motions qu'il a faites dans notre auguste Assemblée nationale, […], Nomopolis : chez le compère Eleuthère, 1790. (en ligne)
- Au trés-integre et au trés-respectable tribunal judiciaire de Marseille, 1791.
- Chronique littéraire des ouvrages imprimés et manuscrits de l’abbé Rive, Imp. des"  Anti-Copet, 1793.
- Eclaircissements historiques et critiques sur l’invention des cartes à jouer, François-Ambroise Didot, Paris, 1780.

## Iconographie
- En 1818, le bibliographe britannique Thomas Frognall Dibdin, en visite chez Morenas, le neveu et héritier de Rive qui voulait lui vendre la bibliothèque de son oncle, remarque un portrait de l'abbé Rive, fait d'après le vif. Dibdin, avec la permission de Morenas, fit copier le portrait par George Robert Lewis (en), qu'il publia en 1821 dans sa première édition de son Bibliographical, Antiquarian and Picturesque Tour in France and Germany[4].

- Le musée Calvet possédait à la fin du XIXe siècle un portrait de l'abbé Jean-Joseph Rive, peint par J. Bessières (XIXe siècle), donné par le Conseil général du département du Vaucluse en 1838[5].

### Sources
- François-Xavier de Feller, Biographie universelle ou Dictionnaire historique des hommes qui se sont fait un nom, t. VII, Paris, Gaume frères, 1850, p. 257.